# Гаджиєва Сакінат Шихамедівна
Сакінат Шихамедівна Гаджиєва (15 жовтня 1914, Башликент Дагестанської області — 22 грудня 2003, Махачкала, Росія) — радянська дагестанська етнографиня, доктор історичних наук, професорка, заслужений діяч науки Російської РФСР (1971) та Дастанської області.

## Життєпис
У 1928 році Сакінат Гаджиєва вступила до педагогічного технікуму Буйнакська, а пізніше перевелася до Дербенту та закінчила навчання у 1931 році . Потім працювала вчителькою, 1940 року завершила навчання в Дагестанському педагогічному інституті та була призначена спочатку директором середньої школи Каякентського району, а потім інспектором Міністерства освіти Дагестанської АРСР. Протягом кількох років Сакінат Гаджиєва очолювала Державний жіночий педагогічний інститут. 1949 року вона вступила до аспірантури Інституту етнографії імені Міклухо-Маклая у Москві, де її науковим керівником був відомий вчений — кавказознавець, доктор історичних наук Марк Косвен . Закінчивши навчання в аспірантурі та успішно захистивши кандидатську дисертацію у 1952 році, Сакінат Гаджиєва стала співробітником Інституту історії, мови та літератури імені Г. Цадаси Дагфілії АН СРСР.
1958 року вона очолила відділ археології та етнографії цього ж інституту. У 1972 році після виділення з його структури відділу археології Сакінат Гаджиєва залишилася обіймати посаду завідувача відділу етнографії, яким керувала до 1986 року. Саме під її керівництвом відділ етнографії виріс у великий науковий підрозділ, який розробляє актуальні проблеми етнології Дагестану та Кавказу. Гаджиєва — великий організатор науки. З 1981 року під її керівництвом розроблялася велика колективна тема «Нечисленні народи Дагестану: історико-етнографічні дослідження».
Самою Сакінат Гаджиєвою написано 120 наукових праць, з них 22 монографії, в яких виявлено високий рівень традиційної культури народів Дагестану, паралелі окремих елементів у побуті народів Дагестану, Кавказу та Передньої Азії . Крім плідної науково-дослідної діяльності, вчена брала активну участь у суспільному житті республіки. Вона обиралася до Рад народних депутатів різних рівнів, була членом радянського комітету тюркологів, радянського комітету солідарності країн Азії та Африки, членом Президії Дагестанського товариства «Знання» та інших громадських організацій.
Заслуженою оцінкою багаторічної плідної праці Сакінат Гаджиєва у вітчизняній науці стало присудження їй почесних звань «Заслужений діяч науки ДАРСР» (1965) та «Заслужений діяч науки Російської Федерації» (1971).

## Наукові праці
- «Кумики» (два видання — 1961 та 2002 років),
- «Матеріальна культура кумиків»,
- «Матеріальна культура ногайців»,
- «Нариси історії сім'ї та шлюбу у ногайців»,
- «Дагестанські терекеменці»,
- «Дагестанські азербайджанці»,
- «Формування та розвиток нової обрядовості в Дагестані»,
- «Аталіцтво та побратимство в Дагестані»,
- «Традиційний землеробський календар та календарні обряди кумиків»,
- «Жінки Радянського Дагестану» (у співавторстві),
- «Дагестанська сім'я сьогодні» (у співавт.),
- «Сім'я та сімейний побут народів Дагестану»,
- «Матеріальна культура даргінців» (у співавт.),
- «Сім'я та шлюб у народів Дагестану»,
- «Старовинний землеробський календар народів Дагестану» (у співавт.),
- "Одяг народів Дагестану: XIX — початок XX ст.",
- «Одяг народів Дагестану: Історико-етнографічний атлас» (у співавт.)[3].

## Нагороди
- Орден «Знак Пошани» (1975)
- Дружби народів (1993)
- «Відмінник народної освіти» (1948).
- сімома медалями та грамотами Президії Верховної Ради Дагестанської АРСР.

### Виноски
1. ↑  Bibliothèque nationale de France Record #144178653 // BnF catalogue général — Paris: BnF.
2. ↑  Bibliothèque nationale de France BNF: платформа відкритих даних — 2011.
3. 1 2  Кумыкский мир | Персона. Архів оригіналу за 2 травня 2012. Процитовано 3 липня 2023.
4. ↑  Гаджиева Сакинат Шихаметовна / Знаменитые люди / СКФО (Северо-Кавказский федеральный округ). Архів оригіналу за 22 травня 2012. Процитовано 4 грудня 2012.
5. ↑  Первый дагестанский этнограф — Газета «Дагестанская правда»